# Loxoneptera dichroma
Loxoneptera dichroma is een vlinder uit de familie van de grasmotten (Crambidae). De wetenschappelijke naam van deze soort is voor het eerst voorgesteld als Ebulea dichroma door Frederic Moore in een publicatie uit 1888. De spanwijdte bedraagt 33 millimeter.
De soort komt voor in India (West-Bengalen).